# Sestry Tolmačovovy
Sestry Tolmačovovy (rusky Сёстры Толмачёвы) je ruské duo. Tvoří jej Anastasija Andrejevna Tolmačova a Marija Andrejevna Tolmačova (rusky Анастаси́я Андре́евна Толмачёва a Мари́я Андре́евна Толмачёва, * 14. ledna 1997, Kursk). V roce 2006 zvítězily na Junior Eurovision Song Contest s písní "Vesennij džez" a v roce 2014 reprezentovaly Rusko na Eurovision Song Contest 2014 v Kodani, kde obsadily 7. místo.

## Kariéra
V roce 2007 vydala dvojčata své debutové album nazvané Polovinki a získala roli v novoročním muzikálu Království pokřivených zrcadel. Zúčastnily se Slovanského bazaru ve Vitebsku. Při Eurovision Song Contest 2009 svým vystoupením 12. května otevřely první semifinálové kolo.

### 2006: Junior Eurovision Song Contest
Ve věku 9 let zvítězily na Junior Eurovision Song Contest 2006 v rumunské Bukurešti s písní "Vesennij džez" (Весенний джаз). Byla vybrány z bezmála dvou set umělců, kteří se zúčastnili národního výběru Ruska. Získaly 154 bodů a porazily tak druhé Bělorusko se 129 body. O rok později obdržely cenu MUZ-TV za své vítězství na Junior Eurovision Song Contest 2006.

### 2014: Eurovision Song Contest
Coby sedmnáctileté byly ruskou veřejnoprávní televizí vybrány jako reprezentantky Ruska na Eurovizi 2014. S písní "Shine" postoupily do finálového kola, kde obsadily 7. místo. Jejich vystoupení, postup do finále i vysoká bodová ohodnocení z Ázerbájdžánu, Běloruska, Arménie, Řecka, Moldavska a Gruzie však doprovázel hlasitý nesouhlas diváků, kteří tak protestovali proti ruské administrativě, zejména proběhnuvší ruské anexi Krymu a federálním zákonům poškozujícím homosexuály.

## Diskografie

### Alba
| Název     | Detaily                                        |
| --------- | ---------------------------------------------- |
| Polovinki | - Vydáno: 2007 - Formát: CD, digitální stažení |

### Singly
| Rok  | Název                           | Album             |
| ---- | ------------------------------- | ----------------- |
| 2006 | "Vesennij džez" (Весенний джаз) | Polovinki         |
| 2014 | "Shine"                         | nezařazené singly |
| 2014 | "Uchodi" (Уходи)                | nezařazené singly |